# Чоловіча дефлімпійська збірна України з волейболу
Чоловіча дефлімпійська збірна України з волейболу — чоловіча волейбольна збірна, яка представляє Україну на міжнародних змаганнях з волейболу серед людей з вадами слуху.

## Результати

### Дефлімпійські ігри
| Рік  | Місце      | Позиція |
| ---- | ---------- | ------- |
| 1997 | Копенгаген | 1       |
| 2001 | Мельбурн   | 2       |
| 2005 | Софія      | 1       |
| 2009 | Рим        | 2       |
| 2013 | Тайпей     | 1       |
| 2017 | Самсун     | 2       |

### Чемпіонати світу
| Рік  | Місце     | Позиція |
| ---- | --------- | ------- |
| 2016 | Вашингтон | 2       |

## Поточний склад
Склад збірної України на матчах літньої Дефлімпіади 2017 у Самсуні (Туреччина):
| № | Гравець                | Дата народження | Зріст | Категорія | Секція              | Позиція |
|   | Олег Антонюк           | 1984            |       | ЗМСУ      | Житомирська         |         |
|   | Білоблоцький           | 1975            |       | ЗМСУ      | Запорізька          |         |
|   | Ігор Завіруха          | 1982            |       | ЗМСУ      | Житомирська         |         |
|   | Ігор Загородній        | 1988            |       | МСУМК     | Житомирська/м. Київ |         |
|   | Володимир Зеленський   | 1987            |       | МСУМК     | Житомирська/м. Київ |         |
|   | Олексій Кошкаров       | 1989            |       | МСУМК     | Одеська/м. Київ     |         |
|   | Ілля Нікіфоров         | 1987            |       | МСУМК     | Житомирська/м. Київ |         |
|   | Олександр Полторацький |                 |       |           |                     |         |
|   | Олександр Прохорчук    | 1983            |       | МСУМК     | Київська            |         |
|   | Валерій Радченко       | 1992            |       | КМСУ      | м. Київ             |         |
|   | Дмитрій Ренькас        | 1992            |       | КМСУ      | Житомирська         |         |
|   | Єгор Цимовський        | 1983            |       | ЗМСУ      | Житомирська         |         |